# Mats Nyström
Mats Nyström, född 9 december 1962 i Huddinge, är en svensk programledare, främst verksam i sportsammanhang på SVT.
1995 debuterade han som programledare för Sportspegeln, och fram till hösten 2018 har han lett programmet över 300 gånger. Bland de andra programledaruppdragen finns Sportnytt, Fotbollskväll och Gomorron Sverige.
Han är gift och har två döttrar.